# 格伦菲南高架桥
格伦菲南高架桥（英語：Glenfinnan Viaduct）是位于蘇格蘭因弗内斯郡格伦芬南的西部高地线上的一座铁路高架橋。该高架桥位于蘇格蘭高地希爾湖附近，可以俯瞰格伦芬南纪念碑和希尔湖的湖水。此高架橋也是《哈利波特》的取景地之一。